# Foc al mar
Foc al mar (en italià Fuocoammare) és una pel·lícula documental italiana del 2016 dirigida per Gianfranco Rosi. Va guanyar l'Os d'Or al 66è Festival Internacional de Cinema de Berlín. La pel·lícula va ser nominada a l'Oscar a la millor pel·lícula documental als Premis Oscar de 2017. També va ser seleccionada com a entrada italiana a l'Oscar a la millor pel·lícula de parla no anglesa, però no va ser nominada en aquesta categoria. Ha estat doblada al català.

## Visió general
La pel·lícula es va rodar a l'illa siciliana de Lampedusa durant la crisi dels refugiats a Europa i situa la perillosa travessia mediterrània dels migrants en un context de la vida ordinària dels illencs. Els personatges principals són un noi de dotze anys d'una família de pescadors locals i un metge que tracta els migrants a la seva arribada. En el seu discurs d'acceptació del premi Os d'Or, Rosi va afirmar que la seva intenció era augmentar la consciència de la situació dels migrants, dient: "No és acceptable que la gent mori creuant el mar per fugir de les tragèdies."

## Argument
Un noi jove, Samuele Pucillo, talla una vareta bifurcada d'un pi per fer un tirador. Amb el seu amic Mattias Cucina, li agrada tallar ulls i boca sobre unes pales de figuera de moro i llançar pedres amb el tirador, com si fos contra un exèrcit enemic. Això passa a l'illa de Lampedusa, mentre els homes de l'oficina del districte de la Marina italiana reben per ràdio una sol·licitud d'ajuda, activen la cerca al mar amb unitats navals i helicòpters de la Guàrdia Costera. Mentrestant, la vida a l'illa continua. Una mestressa de casa, Maria Signorello, mentre preparava el dinar, llista a l'emissora de ràdio local encapçalada per Pippo Fragapane que emet música i cançons a petició i dona notícies sobre albiraments i rescats al mar.

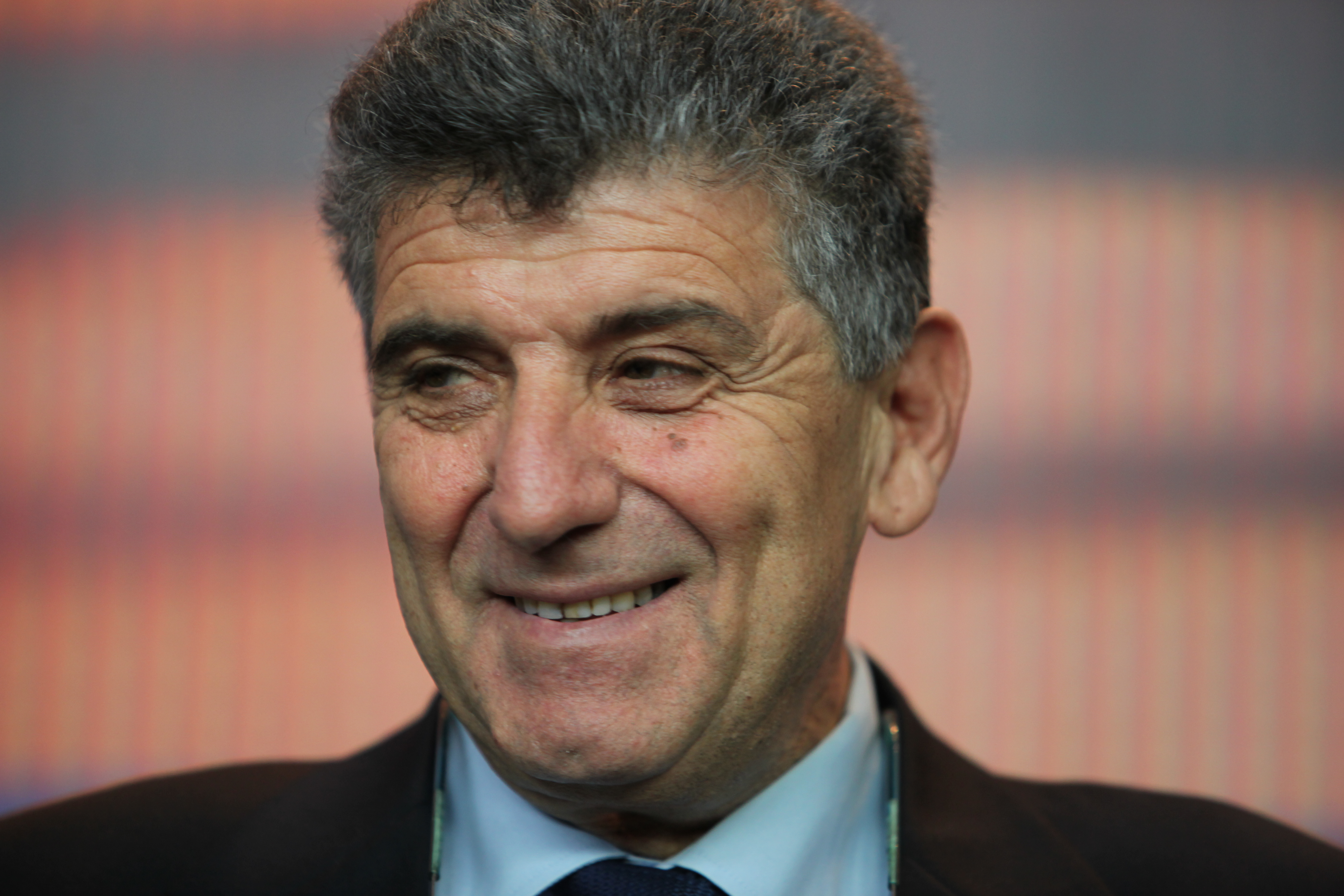
Dr. Pietro Bartolo

Els refugiats i els migrants del nord d'Àfrica amuntegats en barques són embarcats en vaixells de la Guàrdia Costanera i, després, transbordats amb llanxes i patrulles, i portats a terra. Aquí troben Pietro Bartolo, el metge que dirigeix l'ambulatori de Lampedusa i que fa anys que realitza la seva primera visita a tots els migrants que desembarquen a l'illa. Després, són traslladats amb autobús al Centre de Recepció d'Immigrants de Lampedusa, buscats i fotografiats. Samuele parla amb Francesco Mannino, un familiar pescador que li explica que quan era mariner en vaixells mercants vivien sempre a bord durant sis, set mesos, entre el cel i el mar. Un bussejador, Francesco Paterna, busseja per pescar eriçons de mar malgrat la mala mar.
A casa, durant una tempesta, Samuel estudia i després escolta a la seva àvia, Maria Costa, que li explica quan, durant la Segona Guerra Mundial, a la nit els vaixells militars passaven llançant coets lleugers a l'aire i el mar es tornava vermell, semblava que hi havia "foc al mar". Maria Signorello truca a la ràdio per dedicar un alegre swing Fuocoammare al seu fill pescador, desitjant que el mal temps acabi aviat perquè pugui sortir el vaixell a treballar. Mentrestant, la cançó està en antena, al centre d'acollida d'immigrants, un grup de refugiats canten una cançó de cor acompanyada per la història de les seves vicissituds.
El Dr. Bartolo, mostrant la foto d'un vaixell amb 860 persones, parla dels qui no han arribat. Especialment aquells que naveguen sota coberta durant dies, cansats, famolencs, deshidratats, xops i cremats pel combustible. Emocionat i molest, el metge explica quants podia tractar, però havien d'inspeccionar els cossos recuperats al mar, incloses moltes dones i nens, cosa que fa que sigui molt difícil acostumar-se. Així, mentre Samuele creix i afronta les seves dificultats per convertir-se en mariner, de fet a Lampedusa tothom ho és, la tragèdia dels migrants i el compromís dels rescatadors continua al mar.

## Recepció
La pel·lícula té una puntuació del 95% a Rotten Tomatoes, basada en 93 ressenyes amb una puntuació mitjana de 7,82 sobre 10. El consens crític del lloc web afirma: "Fuocoammare ofereix una mirada clara i empàtica a un racó del món. el terreny pot ser desconegut per a molts, però la història de la gent continua sent universal ". També té una puntuació de 87 sobre 100 a Metacritic, basada en 20 crítiques, que indica "aclamació universal".
Meryl Streep, presidenta del jurat de Berlín, va anomenar la pel·lícula "un atrevit híbrid de material capturat i narracions deliberades que ens permet considerar què pot fer el documental. És urgent, imaginativa i necessària filmar-la." Andrew Pulver, escrivint per The Guardian, va descriure el documental que tenia "un estil cinematogràfic humà distintiu" i que era "una col·lecció de minúsculs detalls que es transformen, gairebé per osmosi, en una impactant excavació de la mecànica de la crisi." L'elogia per haver abordat la tragèdia indirectament, a través de la gent de Lampedusa. La pel·lícula també va ser apreciada pel primer ministre italià Matteo Renzi, que va declarar que s'enduria 27 DVD de la pel·lícula a una sessió del Consell Europeu. Cadascuna de les còpies fou lliurada a un cap d'estat o govern de la Unió Europea.
The Economist pensava que tenia "una bonica cinematografia i imatges esfereïdores, però també opcions estranyes i prioritats tèrboles", i va criticar la manca de relació de la pel·lícula entre la crisi dels refugiats i l'impacte que havia tingut en la vida dels habitants de l'illa entrevistats.
El 2019, The Guardian va situar Fuocoammare al lloc número 53 de les seves 100 millors pel·lícules de la llista del segle xxi.